# Nemoria puntillada
Nemoria puntillada är en fjärilsart som beskrevs av Paul Dognin 1893. Nemoria puntillada ingår i släktet Nemoria och familjen mätare. Inga underarter finns listade i Catalogue of Life.